# فرانس آلبرت رنه
فرانس-آلبر رنه (به فرانسوی: France-Albert René) (زاده ۱۶ نوامبر ۱۹۳۵ – درگذشته ۲۷ فوریه ۲۰۱۹) رئیس‌جمهور چپ‌گرای سیشل بود که به مدت ۲۷ سال از ۱۹۷۷ تا ۲۰۰۴ بر این کشور حکومت می‌کرد.
بین اعضای حزب و حکومت او به «رئیس» معروف بود.